# Blondelia tantilla
Blondelia tantilla är en tvåvingeart som först beskrevs av Wulp 1890.  Blondelia tantilla ingår i släktet Blondelia och familjen parasitflugor. Inga underarter finns listade i Catalogue of Life.